# Crayon Physics Deluxe
Crayon Physics Deluxe es un videojuego de rompecabezas diseñado por Petri Purho y publicado el 1 de junio de 2007. El objetivo es guiar una bola a un punto de llegada marcado por una estrella o, en el nivel final, varias estrellas. El jugador no tiene control directo sobre la bola, pero puede interactuar con ella dibujando figuras con el ratón (por ejemplo, rampas para permitir a la bola rodar de una plataforma a otra). De esta forma, el juego recuerda a juegos de rompecabezas como Marble Madness y Super Monkey Ball y juegos de aventuras como Okami y Magic Pengel.